# Джо Сакко (хокеїст)
Джозеф Вільям Сакко (англ. Joseph William Sacco; 4 лютого 1969, м. Медфорд, Массачусетс, США) — американський хокеїст, правий нападник. Його молодший брат Девід Сакко також був гравцем НХЛ.
Виступав за Бостонський університет (NCAA), «Ньюмаркет Сейнтс» (АХЛ), «Торонто Мейпл-Ліфс», «Сент-Джонс Мейпл-Ліфс» (АХЛ), «Анагайм Дакс», «Нью-Йорк Айлендерс», «Вашингтон Кепіталс», «Філадельфія Фантомс» (АХЛ), «Філадельфія Флайєрс».
В чемпіонатах НХЛ — 738 матчів (94+119), у турнірах Кубка Стенлі — 26 матчів (2+0).
У складі національної збірної США учасник зимових Олімпійських ігор 1992 (8 матчів, 0+2), учасник чемпіонатів світу 1990, 1992, 1994, 1996 і 2002 (49 матчів, 7+7). У складі молодіжної збірної США учасник чемпіонату світу 1989.
Тренерськая кар'єра
- Головний тренер «Лейк-Ері Монстерс» (АХЛ) (2007—2009)
- Головний тренер «Колорадо Аваланш» (2009—2013)
- Асистент головного тренера «Баффало Сейбрс» (2013—2014)
- Асистент головного тренера «Бостон Брюїнс» (2014—2015)
- Асистент головного тренера національної збірної США на чемпіонатах світу 2010, 2013 і 2014